# Erzbistum Kota Kinabalu

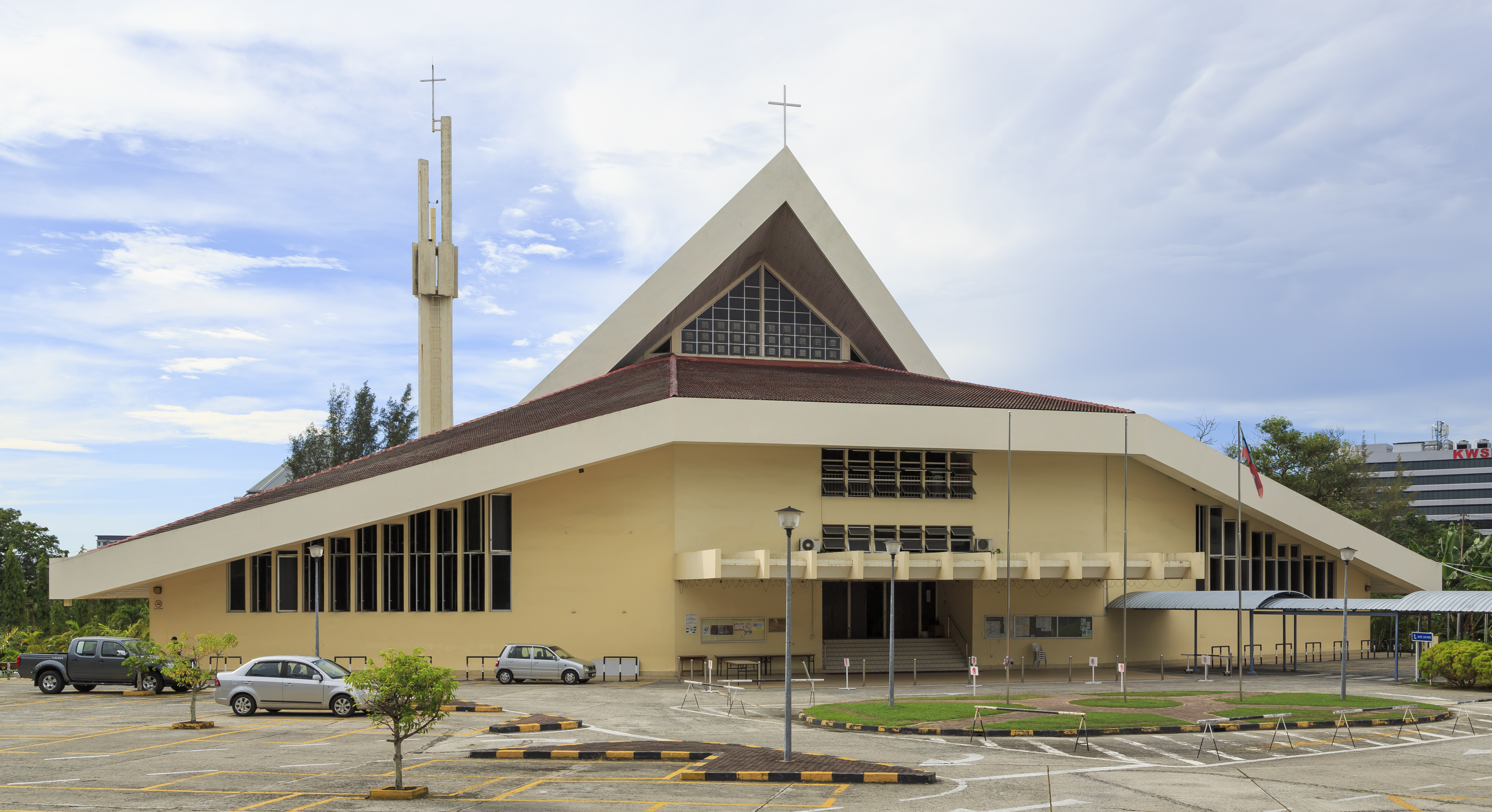
Sacred Heart Cathedral

Das Erzbistum Kota Kinabalu (lateinisch Archidioecesis Kotakinabaluensis) ist eine in Malaysia gelegene römisch-katholische Erzdiözese mit Sitz in Kota Kinabalu.

## Geschichte
Papst Innozenz XII. gründete das Apostolische Vikariat von Borneo am 16. Januar 1692. Die Mission und der Versuch war erfolglos, weil der Sultan von Banjarmasin allen Ausländern verbot ins Inland vorzudringen. Pius IX. gründete die Apostolische Präfektur Labuan und Borneo am 4. September 1855 aus Gebietsabtretungen der Apostolischen Vikariat Batavia.
Am 5. Februar 1927 nahm es den Namen, Apostolische Präfektur Nordborneo, an. Am 14. Februar 1952 wurde sie zum Apostolischen Vikariat erhoben und nahm den Namen, Apostolisches Vikariat Jesselton, an. Am 22. März 1968 nahm es den heutigen Namen an. Zum Bistum erhoben, das dem Erzbistum Kuching als Suffraganbistum unterstellt wurde, wurde es am 31. Mai 1976. In den Rang eines Metropolitanerzbistums wurde es am 23. Mai 2008 erhoben.
Teile seines Territoriums verlor es zugunsten der Errichtung folgender Bistümer:
- 5. Februar 1927 an die Apostolische Präfektur Sarawak;
- 17. Dezember 1992 an das Bistum Keningau;
- 16. Juli 2007 an das Bistum Sandakan.

## Ordinarien

### Apostolischer Präfekt von Labuan und Borneo
- Edmund Dunn MHM (4. Mai 1897 – 5. Februar 1927, Apostolischer Präfekt von Sarawak)

### Apostolische Präfekten von Nordborneo
- August Wachter MHM (26. Juli 1927 – 1945)
- James Buis MHM (18. Januar 1947 – 14. Februar 1952)

### Apostolischer Vikar von Jesselton
- James Buis MHM (14. Februar 1952 – 22. März 1968)

### Apostolische Vikare von Kota Kinabalu
- James Buis MHM (22. März 1968 – 1972)
- Peter Chung Hoan Ting (1972–1975, dann Apostolischer Vikar von Kuching)
- Simon Michael Fung Kui Heong (29. August 1975 – 31. Mai 1976)

### Bischöfe von Kota Kinabalu
- Simon Michael Fung Kui Heong (31. Mai 1976 – 16. November 1985)
- John Lee Hiong Fun-Yit Yaw (30. März 1987 – 23. Mai 2008)

### Erzbischof von Kota Kinabalu
- John Lee Hiong Fun-Yit Yaw (23. Mai 2008 – 1. Dezember 2012)
- John Wong Soo Kau (seit 1. Dezember 2012)

## Statistik
| Jahr | Bevölkerung | Bevölkerung | Bevölkerung | Priester     | Priester         | Priester       | Priester               | Ständige Diakone | Ordensleute  | Ordensleute      | Pfarreien |
| Jahr | Katholiken  | Einwohner   | %           | Gesamtanzahl | Diözesanpriester | Ordenspriester | Katholiken je Priester | Ständige Diakone | Ordensbrüder | Ordensschwestern |           |
| ---- | ----------- | ----------- | ----------- | ------------ | ---------------- | -------------- | ---------------------- | ---------------- | ------------ | ---------------- | --------- |
| 1950 | 14.614      | 280.000     | 5,2         | 33           | 33               |                | 442                    |                  |              | 45               |           |
| 1970 | 72.028      | 601.488     | 12,0        | 57           | 12               | 45             | 1.263                  |                  | 58           | 81               |           |
| 1980 | 121.014     | 970.000     | 12,5        | 24           | 17               | 7              | 5.042                  |                  | 16           | 90               | 29        |
| 1990 | 180.694     | 1.425.350   | 12,7        | 26           | 23               | 3              | 6.949                  |                  | 13           | 101              | 27        |
| 1999 | 182.391     | 2.415.200   | 7,6         | 32           | 30               | 2              | 5.699                  |                  | 14           | 146              | 19        |
| 2000 | 187.609     | 2.577.799   | 7,3         | 38           | 35               | 3              | 4.937                  |                  | 8            | 148              | 19        |
| 2001 | 192.828     | 2.621.900   | 7,4         | 34           | 32               | 2              | 5.671                  |                  | 10           | 152              | 19        |
| 2002 | 198.047     | 2.840.900   | 7,0         | 36           | 35               | 1              | 5.501                  |                  | 8            | 139              | 19        |
| 2003 | 202.008     | 2.981.900   | 6,8         | 36           | 35               | 1              | 5.611                  |                  | 8            | 144              | 19        |
| 2007 | 140.000     | 2.000.000   | 7,0         | 28           |                  |                | 5.000                  |                  | 11           | 144              | 15        |